# ジメチルリンゴ酸デヒドロゲナーゼ
ジメチルリンゴ酸デヒドロゲナーゼ（dimethylmalate dehydrogenase）は、次の化学反応を触媒する酸化還元酵素である。
(R)-3,3-ジメチルリンゴ酸 + NAD+ {\displaystyle \rightleftharpoons } 3-メチル-2-オキソ酪酸 + CO2 + NADH
反応式の通り、この酵素の基質は(R)-3,3-ジメチルリンゴ酸とNAD+、生成物は3-メチル-2-オキソ酪酸と二酸化炭素とNADHである。
組織名は(R)-3,3-dimethylmalate:NAD+ oxidoreductase (decarboxylating)で、別名にβ,β-dimethylmalate dehydrogenaseがある。
パントテン酸および補酵素A生合成経路の酵素の一つである。